# 乔治斯·普林泰齐斯
乔治斯·普林泰齐斯（希臘語：Γιώργος Πρίντεζης，1985年2月22日—），希臘籃球運動員。在場上的位置是大前鋒。他現在效力於希臘籃球甲級聯賽球隊奧林匹亞科斯籃球俱樂部。他也代表希臘國家籃球隊參賽，參加了2014年籃球世界杯的比賽。